# Músculo oblíquo superior
O músculo oblíquo superior é um músculo extraocular. Único músculo inervado pelo nervo troclear, o quarto par cranial, é responsável por inciclotorção do olho. Também auxilia, secundariamente, no movimento de descenso e adução.